# Fiorella Campanella
Pour les articles homonymes, voir Campanella.
Fiorella Campanella, née le 9 mai 1997, est une actrice française.

## Biographie
Elle est la sœur jumelle de l'acteur Orféo Campanella.

## Filmographie

### Cinéma

#### Longs métrages
- 2007 : Le Scaphandre et le Papillon, Céleste
- 2010 : Jeux d'été, Marie (rôle principal)
- 2018 : Le Grand Bain de Gilles Lellouche
- 2019 : Let’s Dance de Ladislas Chollat

#### Courts métrages
- 2017 : Aurore de Maël Le Mée, Nathalie

### Télévision
- 2007 : Ali Baba et les Quarante Voleurs, Kenza
- 2007 : Les Enfants d'Orion, Mimi
- 2012 : Vive la colo, Lily
- 2013 : Famille d'accueil,  épisode « Amour Interdit », Sarah
- 2013 : Plus Belle la Vie, Deborah Larue
- 2015 : Alice Nevers, le juge est une femme (saison 13, épisode 10 « Chut ! »)
- 2016 : Sept Jours (Sette giorni) de Rolando Colla : Patti, la fille de Chiara